# Kongoni GNU/Linux
Kongoni è stata una distribuzione Linux che utilizzava una versione completamente libera del kernel Linux distribuito dal progetto Linux-libre. Lo sviluppo del progetto risulta interrotto a partire dall'ultima release del 2011.
Kongoni è stato un sistema operativo orientato al desktop con l'obiettivo di fornire un sistema completamente composto da software libero. Questa distribuzione mirava a essere facile da installare, utilizzare e personalizzabile. Kongoni non forniva, includeva o offriva la possibilità di installare alcun software non approvato dalla Free Software Foundation.
Kongoni è una parola shona che significa gnu, lo stesso animale da cui prende il nome il progetto GNU. Il nome è stato scelto perché rappresenta lo spirito e la storia di Kongoni, un sistema operativo Linux di origine africana.

## Storia
Ogni versione di Kongoni prendeva il nome da grandi filosofi, tra cui: Aristotele, Sofocle, Nietzsche e Cicerone. Ogni versione di Kongoni era compatibile con la versione di Slackware su cui si basava e permetteva l'installazione nativa dei pacchetti Slackware.
Lo sviluppo del progetto risulta interrotto a partire dall'ultima release del 2011. Da settembre 2010 il progetto era mantenuto da Robert Gabriel. In precedenza, il progetto era gestito da AJ Venter.

## Caratteristiche
Kongoni veniva messo a disposizione come Live CD con la possibilità di installare il sistema operativo sul disco rigido. L'installazione dei pacchetti avveniva tramite port. Questo permetteva di scaricare il codice sorgente di un programma, anziché un file binario precompilato, che veniva poi compilato sul sistema dell'utente. Questo approccio offre il vantaggio di download con dimensioni ridotte e programmi in grado di essere eseguiti più velocemente e/o utilizzare meno memoria, poiché compilati esplicitamente per il sistema dell'utente.
Kongoni veniva distribuito con alcuni strumenti specifici che includevano:
- Un programma di installazione personalizzato "Kongoni";
- KISS (Kongoni Integrated Setup System), semplice programma per eseguire le comuni attività di configurazione del sistema;
- PIG (Ports Installation GUI), un programma semplice da utilizzare per l'installazione e la gestione dei programmi.